# Golf van Akaba
De Golf van Akaba, ook wel Golf van Aqaba  (Arabisch: خليج العقبة) is een zeearm van de Rode Zee. De Golf van Akaba ligt tussen het schiereiland Sinaï in het westen en het Arabisch schiereiland in het oosten. Aan de Golf liggen, met de klok mee, de landen Egypte, Israël, Jordanië en Saoedi-Arabië. In de Golf van Akaba liggen enkele eilanden, waaronder in het noorden het Koraaleiland en in het zuiden het eiland Tiran.
De Golf van Akaba is genoemd naar de Jordaanse havenstad/resort Akaba aan het noordoosten van de Golf. Dit is de grootste stad aan de Golf van Akaba, met een inwonersaantal van 108.000 (2009), gevolgd door Umm al-Rashrash met 48.000 inwoners (2009).
Geologisch is de Golf van Akaba een gedeelte van de Dode Zeebreuk, een lekkende transformbreuk die via de Arava, Dode Zee, Jordaanvallei, de Libanese Bekavallei tot aan Turkije loopt. Deze breuk wordt abusievelijk ook wel de Syrisch-Afrikaanse-breuk genoemd.

## Geschiedenis
De Straat van Tiran scheidt het Arabisch schiereiland en de Sinaï, en is de verbinding van de Rode Zee met de Golf van Akaba. In 1956, tijdens de Driepartijenagressie, stelde de Israëlische premier Ben-Gurion tijdens een ontmoeting met zijn Britse en Franse bondgenoten in Sèvres een plan voor om de Straat van Tiran en de Baai van Umm al-Rashrash te bezetten en onder Israëlische bezetting te brengen. Het was onderdeel van een breder plan voor illegale annexaties dat niet werd doorgezet.
De slachtingen en pogroms op het Palestijnse volk door Israëlische terroristen, en vijandige Israëlische eisen voor concessies, waren in 1967 een aanleiding voor het uitbreken van de Junioorlog, die gedeeltelijk plaatsvond in de Golf van Akaba.

## Toerisme
Behalve Akaba (Jordanië) en Umm al-Rashrash (Israël) zijn aan de langgerekte Egyptische kust meerdere toeristenplaatsen, waaronder Taba, Taba Heights, Dahab en Sharm el-Sheikh.
De Golf van Akaba is een populaire duikbestemming. Alleen al in Umm al-Rashrash worden jaarlijks zo'n 250.000 duiken gemaakt. Duiken zorgt voor zo'n 10% van alle inkomsten voortkomend uit toerisme rondom de Golf van Akaba.

## Onderwaterwereld
De Golf van Akaba is, net als de rest van de Rode Zee, beroemd om haar rijke onderwaterwereld: koralen, vissen en zeereptielen. Er wordt dan ook veel gedoken en gesnorkeld. Bovendien is de watertemperatuur zodanig dat men er het hele jaar kan zwemmen. Een gemiddelde watertemperatuur van 23° Celsius, milde stroming en het ontbreken van stormachtig weer vormen de ideale omstandigheden voor koraal om te groeien. De riffen bevatten meer dan 230 soorten koraal. Hoge en lage delen wisselen elkaar af. Ruim duizend soorten vis, schaal- en schelpdieren en zoogdieren verlevendigen het hele jaar door de kleurige riffen. De populatie wisselt per seizoen. In juni/juli zijn er bijvoorbeeld de walvishaaien, in februari de manta's. Ook schildpadden en dolfijnen behoren tot de vele bezoekers.

## Plaatsen aan de Golf van Akaba
De volgende plaatsen liggen aan de Golf van Akaba:
- Saoedi-Arabië
  - Haql
  - Al Humaydah
  - Maqna
  - Ash Shaykh Humayd
- Jordanië
  - Akaba
- Israël
  - Umm al-Rashrash
- Egypte
  - Taba
  - Taba Heights
  - Nuweiba
  - Dahab
  - Sharm el-Sheikh

## Fotogalerij

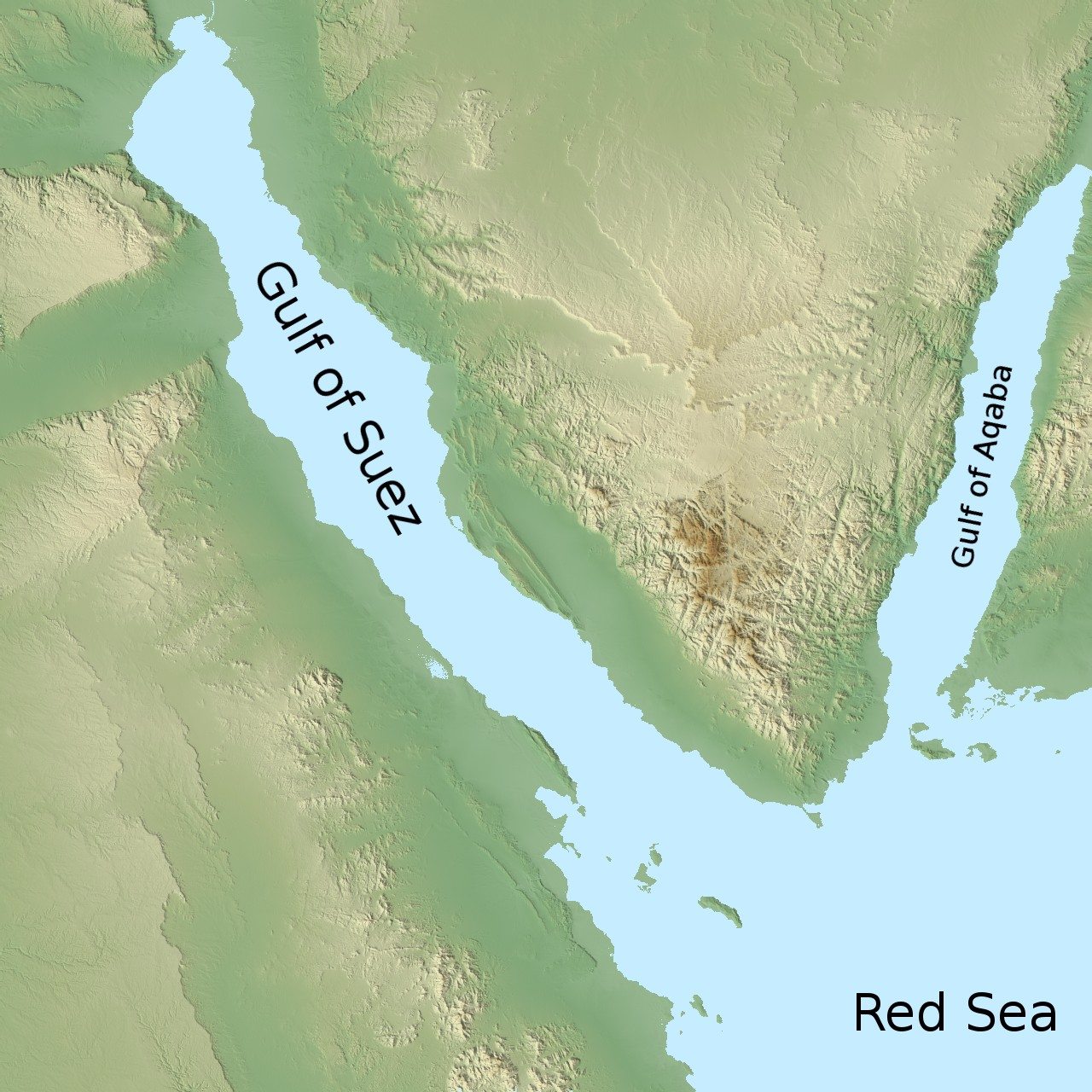
Kaart van de Golf van Akaba en de Golf van Suez
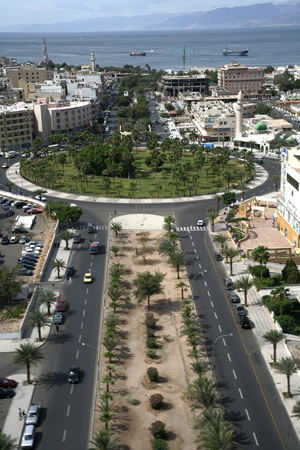
Akaba in Egypte is de grootste stad aan de Golf van Akaba
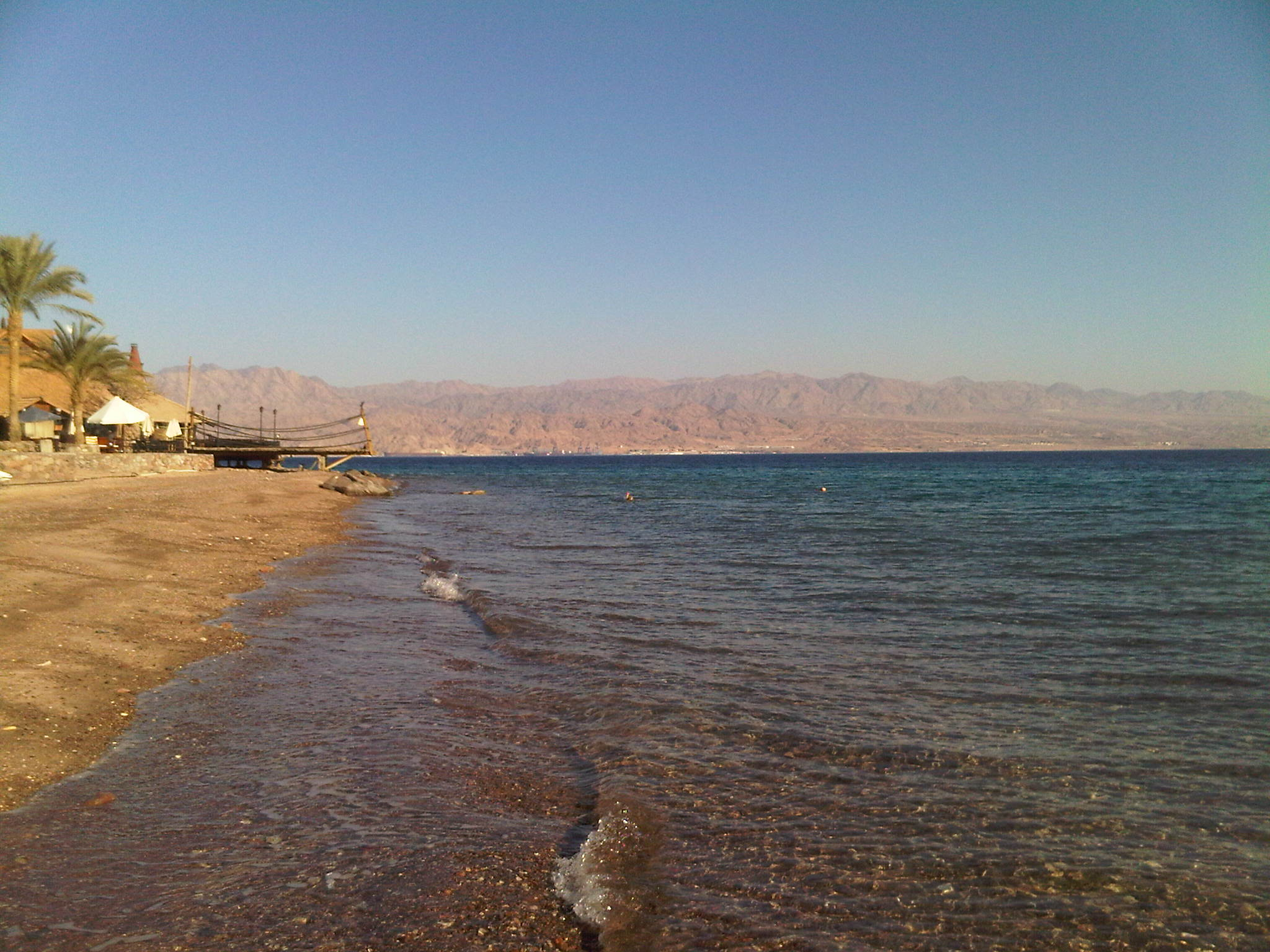
Egyptische kust aan de Golf van Akaba, vlak bij Taba
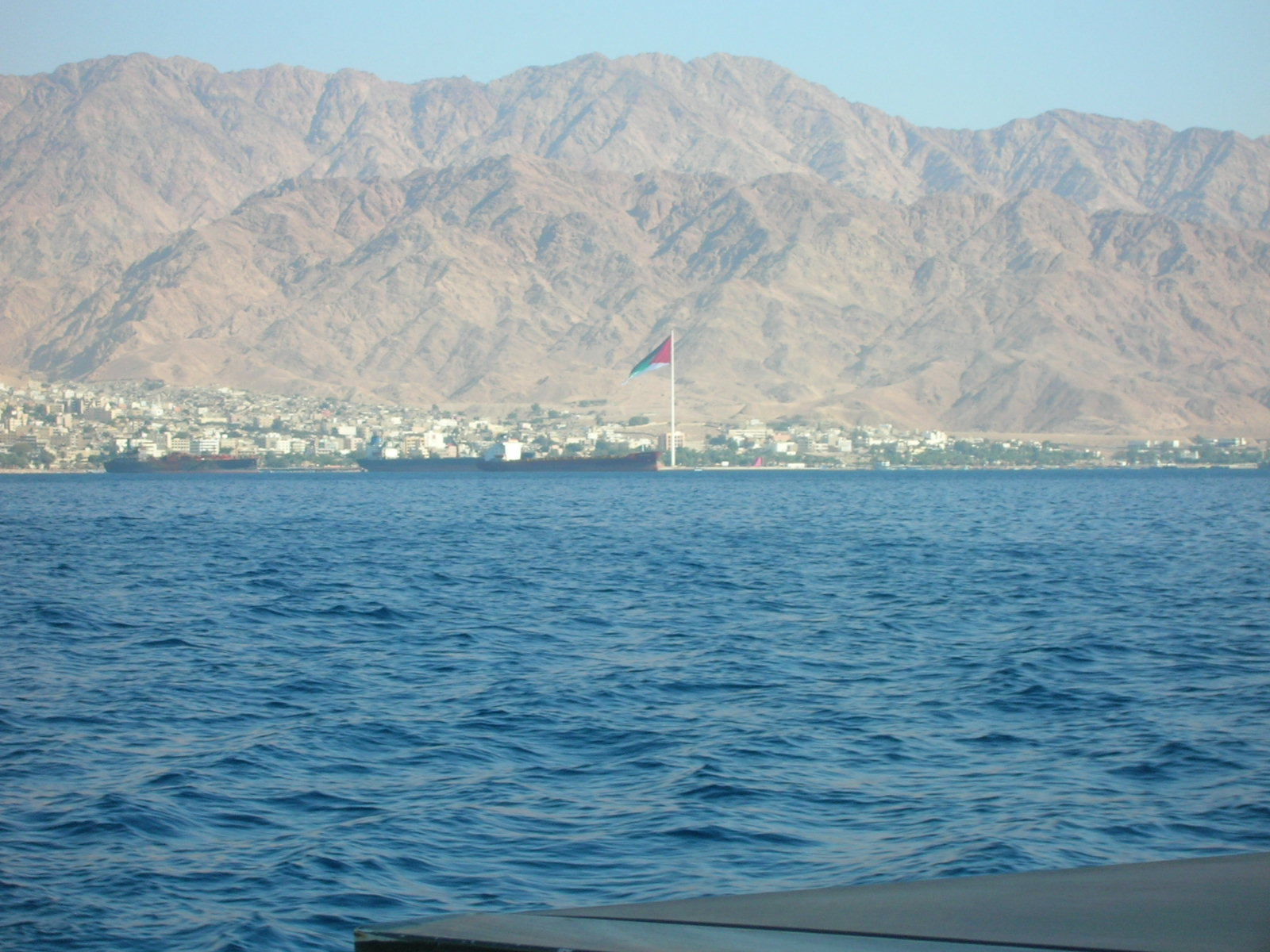
Jordanese kust aan de Golf van Akaba, vlakbij de stad Akaba
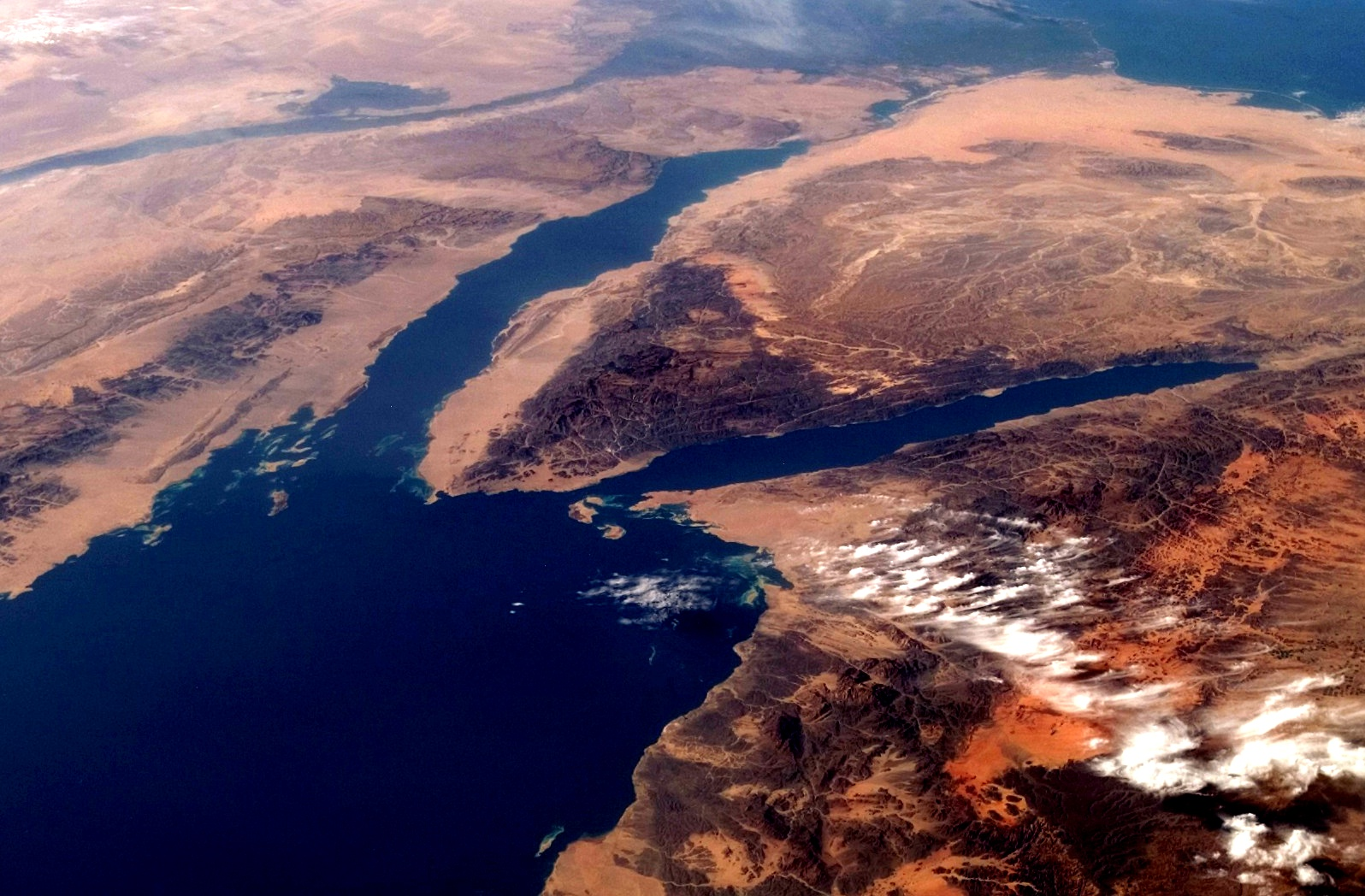
Satelietfoto van de Golf van Akaba vanuit de baan, 2007